# Ivo Opstelten
Ivo Opstelten, né le 13 janvier 1944 à Rotterdam, est un homme politique néerlandais.
Membre du Parti populaire pour la liberté et la démocratie (VVD), qu'il préside du 23 mai 2008 au 14 octobre 2010, il est successivement bourgmestre d'Utrecht de 1992 à 1999 et de Rotterdam de 1999 à 2009, puis ministre de la Sécurité et de la Justice du 14 octobre 2010 au 9 mars 2015 sous le Premier ministre Mark Rutte.

## Éléments personnels

### Formation et carrière
Titulaire d'un doctorat de droit obtenu en 1969 à l'université de Leyde, il travaille un temps dans la ville de Flardingue, au début des années 1970, puis occupe, de 1987 à 1992, le poste de directeur général de l'ordre public et de la sécurité du ministère des Affaires intérieures.

### Vie privée
Marié, père de quatre enfants, il vit à Rotterdam.

## Vie politique

### Bourgmestre de six villes différentes
En 1972, à seulement 28 ans, il est désigné par arrêté royal bourgmestre de Dalen, occupant ce poste jusqu'en 1977, lorsqu'il prend la tête de la mairie de Doorn pour trois ans. Il devient ensuite bourgmestre de Delfzijl, de 1980 à 1987, puis d'Utrecht de 1992 à 1999 et enfin de Rotterdam jusqu'en 2009. Élu l'année précédente président du VVD, il est choisi en 2009 comme nouveau bourgmestre intérimaire de Tilbourg, ce jusqu'en 2010.

### Informateur gouvernemental de la reine Beatrix
À la suite des élections législatives anticipées du 9 juin 2010, Ivo Opstelten, ancien bourgmestre intérimaire de Tilbourg depuis le 16 juillet, est désigné à deux reprises « informateur » par la reine Beatrix, sa mission consistant à évaluer les possibilités de coalition puis, éventuellement, de négocier celle-ci : d'abord du 4 août au 4 septembre, puis du 13 septembre au 7 octobre.
À la fin de cette seconde mission, il propose à la souveraine de nommer le chef politique du VVD, Mark Rutte, vainqueur aux élections, « formateur » du nouveau gouvernement.

### Ministre de la Justice
Le 14 octobre 2010, Ivo Opstelten est nommé ministre de la Sécurité et de la Justice, un portefeuille créé en rassemblant celui de la Justice et certaines compétences du ministère de l'Intérieur, dans le gouvernement minoritaire de Mark Rutte. Le 5 novembre 2012, à la suite des élections anticipées du 12 septembre 2012, il est reconduit dans le nouveau gouvernement de Mark Rutte.
Il annonce sa démission du gouvernement le 9 mars 2015, puis la présente officiellement le lendemain au roi Willem-Alexander, à la suite d'un scandale politique sur un accord avec un trafiquant de drogue conclu en 2000-2001 par son secrétaire d'État, Fred Teeven, en sa qualité de procureur du ministère public. Le scandale mène également à la démission de la présidente de la Seconde Chambre, Anouchka van Miltenburg.